# Колонета ди Продо (Терни)
Колонета ди Продо је насеље у Италији у округу Терни, региону Умбрија.
Према процени из 2011. у насељу је живело 311 становника. Насеље се налази на надморској висини од 556 м.